# CaixaBank
CaixaBank, S.A. tidligere Criteria CaixaCorp er en spansk multinational bank- og finanskoncern. CaixaBank er baseret i Valencia, med større afdelinger i Madrid og Barcelona. CaixaBank har 5.397 filialer og 15,8 mio. kunder. Omsætningen var i 2018 på 4,288 mia. euro, og der var 37.440 ansatte.
Virksomheden blev etableret i 2007 og var baseret på La Caixa-koncernens bank- og forsikringsaktiviteter. Desuden investerer CaixaBank i bl.a. Repsol, Telefónica og andre selskaber.